# Zakochany chłopak (Dance mix)
Zakochany chłopak (Dance Mix) – dziesiąty album zespołu Fanatic, wydany w grudniu 1995 roku przez firmę Blue Star. Jest to składanka największych przebojów grupy z okresu 1990 - 1995. Na płycie i kasecie znajduje się 10 utworów. Wszystkie nagrano w nowych aranżacjach, w stylu muzyki dance. Do utworów "Zakochany chłopak" i "Czarownica" zostały nakręcone teledyski, które prezentowano w programie Disco Relax na antenie TV Polsat.

## Lista utworów
1. Zakochany chłopak (muz. i sł. Sławomir Osuchowski)
2. Czarownica (muz. Janusz Laskowski, sł. A. Markowa)
3. Wielkie słowa (muz. i sł. Sławomir Osuchowski)
4. Ania (muz. i sł. Sławomir Osuchowski)
5. Uwierz mi (muz. i sł. Sławomir Osuchowski)
6. Jesteś moim snem (muz. i sł. Sławomir Osuchowski)
7. Rozstanie (muz. Jerzy Ślubowski, sł. Sławomir Osuchowski)
8. Ewa (muz. i sł. Sławomir Osuchowski)
9. Odejdź już (muz. Sławomir Osuchowski, sł. Sławomir Skręta)
10. Szare dni (muz. i sł. Sławomir Osuchowski)